# Helicopacris viridior
Helicopacris viridior är en insektsart som beskrevs av Marius Descamps 1978. Helicopacris viridior ingår i släktet Helicopacris och familjen Romaleidae. Inga underarter finns listade i Catalogue of Life.